# 아노라
《아노라》(영어: Anora)는 2024년 개봉한 미국의 로맨틱 코미디 드라마 영화다. 숀 베이커가 감독과 각본을 맡았다. 제77회(2024년) 칸 영화제 황금종려상 수상작이다. 제97회(2025년) 아카데미상 작품·감독·각본·여우주연·편집상 수상작이다.

## 줄거리
브루클린의 러시아계 미국인 동네에서 스트리퍼로 일하는 23세의 아노라(애칭: 아니)는 우연히 러시아 재벌의 21세 아들 바냐를 만나게 된다. 미국에서 공부하는 척하지만 파티와 비디오 게임에 빠져 지내는 바냐는 아니에게 호감을 느끼고, 일주일간 함께 있어달라며 거액을 지불한다. 바냐는 급기야 아니에게 러시아로 돌아가 아버지 밑에서 일하는 대신 미국 영주권을 얻기 위해 결혼하자고 제안한다. 반신반의하던 아니는 바냐의 진심에 감동해 라스베이거스에서 즉흥적으로 결혼식을 올리고, 직업을 그만두고 바냐의 저택으로 이사한다.
그러나 결혼 소식이 러시아에 전해지자, 바냐의 어머니 갈리나는 즉시 아들의 결혼을 무효화하려 한다. 갈리나는 바냐의 대부 토로스를 보내 아니에게 돈을 주고 합의 이혼을 종용하지만, 아니는 바냐와 진심으로 사랑한다며 거부한다. 결국 아니는 토로스와 함께 술에 취해 방황하는 바냐를 찾아 나선다. 아니는 자신이 일하던 스트립 클럽에서 술에 취한 바냐를 발견하지만, 바냐는 아니의 말을 들으려 하지 않는다. 
다음 날, 법원에서 결혼 무효 소송이 기각되자, 바냐의 부모는 라스베이거스로 향한다. 아니는 바냐의 부모에게 러시아어로 자신을 소개하지만, 갈리나는 아니를 무시하며 아들과의 결혼을 불가능하다고 선언한다. 아니는 혼전 계약서를 쓰지 않았기에 이혼 소송으로 바냐를 압박하겠다고 하지만, 갈리나는 아니의 삶을 망쳐버리겠다고 협박한다. 결국 아니는 바냐의 미숙함과 그의 가족의 막강한 힘을 깨닫고 결혼 무효에 동의한다. 계약서에 서명한 후, 아니는 바냐와 갈리나에게 모욕적인 말을 퍼붓고 뛰쳐나온다.
아니는 바냐의 부하 이고르와 함께 짐을 싸서 집으로 돌아가고, 그들은 마지막 밤을 함께 보낸다. 이고르는 토로스가 약속한 돈을 아니에게 건네주고 집까지 데려다준다. 차 안에서 이고르의 호의에 감동한 아니는 그와 잠자리를 갖지만, 이고르가 키스하려 하자 거부하며 울음을 터뜨린다.

## 출연진
- 마이키 매디슨 - 아노라 "애니" 미키바 역
- 마르크 예이델시테인 - 이반 "바냐" 자하로프 역
- 유라 보리소프 - 이고리 역
- 카렌 카라굴랸 - 토로스 역
- 바체 토브마샨 - 가닉 역
- 알렉세이 세레브랴코프 - 니콜라이 자하로프 역
- 다리야 예카마소바 - 갈리나 자하로바 역
- 린지 노링턴 - 다이아몬드 역
- 아이비 워크 - 크리스탈 역
- 루나 소피아 미란다 - 룰루 역